# Rodrigueziella gomezoides
Rodrigueziella gomezoides là một loài thực vật có hoa trong họ Lan. Loài này được (Barb.Rodr.) Berman miêu tả khoa học đầu tiên năm 1973.